# Usine de dessalement de Jordanie
L'usine de dessalement de Jordanie est une usine de dessalement d'eau de mer située dans la ville d'Aqaba en Jordanie. L'installation est en cours de développement par le gouvernement jordanien, dans le but de réduire le déficit en eau dans le pays.
Les offres pour le contrat d'ingénierie, d'approvisionnement et de construction (IAC) sont publiés. En juin 2021, treize consortiums internationaux répondent et cinq d'entre eux sont présélectionnés pour passer à la prochaine étape d'appel d'offres. La construction de l'usine de dessalement est budgétisée à environ 1 milliard de dollars américains et doit prendre environ cinq ans,.

## Localisation
L'usine de dessalement doit être située dans la ville balnéaire d'Aqaba, dans le gouvernorat d'Aqaba, sur les rives du golfe d'Aqaba, une partie de la mer Rouge, à l'extrême sud de la Jordanie. Aqaba est la seule ville côtière de Jordanie, elle est située à environ 333 kilomètres au sud d'Amman, la capitale du pays.

## Présentation
Le Royaume de Jordanie, avec une population de 10 millions d'habitants, est l'un des pays du monde les plus soumis au stress hydrique. En septembre 2021, le pays a besoin d'environ 1 300 000 000 litres d'eau potable chaque année. Cependant, à cette époque seulement 850 000 000 - 900 000 000 litres sont disponibles. La pénurie est attribuée aux faibles pluies, au changement climatique, à une population en augmentation et à un afflux important de réfugiés.
Pour atténuer son manque d'eau, le gouvernement jordanien ouvre une usine de dessalement en 2017. L'usine est appelée usine de dessalement d'Aqaba. L'installation produit 5 000 000 litres d'eau potable chaque année, qui est distribuée aux foyers, à l'industrie et à l'agriculture dans la région d'Aqaba. À cette époque, un projet plus important, le canal d'eau de la mer Rouge à la mer Morte (RSDSWC), un effort de collaboration entre Israël, la Jordanie et l'Autorité palestinienne est en projet.
En juin 2021, après des années de retard et de manque d'engagement des autres parties prenantes, le gouvernement jordanien abandonne le projet RSDSWC et se concentre sur le projet d'usine de dessalement. L'eau de mer sera extraite de la mer Rouge et acheminée via des conduites de prise d'eau vers une usine de dessalement à Aqaba. L'eau purifiée sera pompée par pipeline vers Amman et vers le nord. La saumure des effluents sera également acheminée vers le nord via un pipeline de décharge et déposée dans la mer Morte, dont les niveaux ont baissé ces dernières années.

## Autres buts
La saumure pompée dans la mer Morte doit alimenter une centrale hydroélectrique, avec l'installation de générateurs électriques sur son passage.
Jusqu'à ce que cette usine de dessalement atteigne sa mise en service, la Jordanie continue d'acheter 50 000 000 litres d'eau potable chaque année, en provenance d'Israël, dans le cadre des précédents accords de paix entre les deux pays.